# Operace Oz
Operace Oz (hebrejsky: מבצע עוז, Mivca Oz, nebo פעולת עוז, Po'alat Oz, doslova Operace Síla) byla vojenská akce izraelské armády, respektive izraelského vojenského námořnictva,  provedená v lednu 1949 během první arabsko-izraelské války, po vzniku státu Izrael. Operace byla vedená proti strategické železniční trati mezi Egyptem a Gazou. Byla pokračováním Operace Hatchala.

## Dobové souvislosti
Během října a listopadu 1948 Izraelci mimořádně zlepšili svou vojenskou situaci na jihu země. Zejména Operace Jo'av a na ni napojené menší operace dokázaly zlikvidovat egyptský koridor oddělující Negevskou poušť od centra státu a Operace Lot přinesla izraelský zábor břehu Mrtvého moře. V prosinci pak započala Operace Chorev, která vytlačovala Egypťany z Negevu na území za mezinárodní hranicí. V okolí obce al-Faludža (dnes zde stojí město Kirjat Gat), na severu Negevu ale nadále zůstávala egyptská enkláva, stejně jako v prostoru budoucího pásma Gazy. Izrael se snažil tato egyptská předpolí zlikvidovat, a to jak přímým útokem tak narušením logistických tras Egypťanů.

## Průběh operace
Operace byla provedena 2. ledna 1949. Jednotky vojenského námořnictva se při ní pokusily vyhodit do povětří úsek pobřežní železniční tratě mezi městy Rafáh a al-Ariš pomocí výbušnin dopravených sem po moři.